# كلمات عربية (مؤسسة)
شركة كلمات عربية وحالياً شركة كلمات هي دار نشر مصرية تأسست عام 2007 م في القاهرة، وتهدف إلى إعادة إحياء عملية الترجمة إلى العربية، بهدف اطلاع القارئ العربي على أحدث النتاج الثقافي الغربي في شتى المجالات.
وتعتبر شركة كلمات واحدة من حملة مشاعل التنوير العربي، إذ تهدف الشركة إلى إثراء المكتبة العربية بأفضل نتاج فكري عرفته الثقافة الإنسانية. كما تتطلع الشركة تجاه تشكيل الوعي الثقافي العربي المستنير حيث تقدم للقارئ العربي في شتى أنحاء العالم نتاج الفكر الثقافي العالمي وذلك من خلال ترجمة الأعمال الفكرية والثقافية العالمية التي حازت لقب «الأفضل مبيعًا» في موضوعات الاقتصاد، والتاريخ، والخيال العلمي، وتبسيط العلوم، إلى جانب سير الأعلام والأدب.

## نماذج من الاصدارات

### الاقتصاد
- الاقتصاد عاريا - تشارلز ويلان
- تحدي البديهة - ستيفن لاندسبيرج
- اللعب النظيف - ستيفن لاندسبيرج
- دعوة غداء - ديفيد سميث
- فيلسوف الاقتصاد - ستيفن لاندسبيرج
- المخبر الاقتصادي - تيم هارفورد

### السير الذاتية
- غاندي
- آدم سميث - جيمس بوكان
- توماس جيفرسون - كريستوفر هيتشنز
- ماكيفللي - روس كينج

### إدارة الأعمال
- العوامل الخمسة لخلل العمل الجماعي - باتريك لينسيوني
- حرب العصابات في عالم المؤسسات - باتريك لينسيوني
- الأخطاء الخمسة للرئيس التنفيذي - باتريك لينسيوني
- الاجتماعات القاتلة - باتريك لينسيوني

### العلوم المبسطة
- الرياضيات: مقدمة قصيرة جدا - تيموثي جاورز
- أهم خمس أفكار في العلوم - تشارلز وين وآرثر ويجنز
- ريتشارد دوكينز: عالم غير أفكارنا - ألان جرافن ومارك ريدلي
- المبادئ - ناتالي أنجير
- فيزياء العقل البشري والعالم من منظورين - روجر بينروز
- المبادئ الفيزيائية لنظرية الكم - فيرنر هايزنبيرج

### التاريخ
- القوة والايمان والخيال - مايكل أورين

### الخيال العلمي
- الأرض المسطحة - ادوين أبوت

## مشروعات مشتركة
تتعاون كلمات عربية مع عدة مؤسسات في تحقيق هدف احياء الترجمة بالعالم العربي وهي:
- مؤسسة كلمة - هيئة أبوظبي للثقافة والتراث
- مشروع ترجم - مؤسسة محمد بن راشد آل مكتوم

## وصلات خارجية
- كلمات عربية
- كلمة
- مؤسسة محمد بن راشد آل مكتوم